# Kopliku i Siperm
Kopliku i Siperm är en ort i Albanien.   Den ligger i prefekturen Qarku i Shkodrës, i den norra delen av landet, 100 km norr om huvudstaden Tirana. Kopliku i Siperm ligger 148 meter över havet och antalet invånare är 1 259.
Terrängen runt Kopliku i Siperm är varierad.  
Trakten runt Kopliku i Siperm består till största delen av jordbruksmark.  Runt Kopliku i Siperm är det ganska tätbefolkat, med 96 invånare per kvadratkilometer.